# Pilumnus spinifer
Pilumnus spinifer är en kräftdjursart. Pilumnus spinifer ingår i släktet Pilumnus och familjen Pilumnidae. Inga underarter finns listade i Catalogue of Life.